# Paul Barth (judo)
Paul Barth (né le 20 septembre 1945 à Munich) est un judoka ouest-allemand. Il participe aux Jeux olympiques d'été de 1972 dans la catégorie des poids -93 kg et remporte la médaille de bronze.

## Palmarès

### Jeux olympiques
- Jeux olympiques de 1972 à Munich,  Allemagne
  -  Médaille de bronze